# Sergio Romanò
Sergio Romanò (Milano, 5 maggio 1957) è un doppiatore, dialoghista e direttore del doppiaggio italiano.

## Carriera
Attivo negli studi di Milano, oltre alla sua principale attività di doppiatore nei cartoni animati come Scuola di polizia, Pippo e Menelao, I favolosi Tiny e Tartarughe Ninja alla riscossa, ha recitato anche nelle sitcom Nonno Felice, Norma e Felice, Due per tre e Il supermercato.

## Doppiaggio (parziale)

### Film
- Anupam Kher in Matrimoni e pregiudizi
- Vincent Schiavelli in La piccola principessa
- Vincenzo Nikoli in Spiders 3D

### Film d'animazione
- Rainbow Face #2 in Alla ricerca della Valle Incantata 7 - La pietra di fuoco freddo
- Teiji Moriya in Detective Conan - Fino alla fine del tempo
- Nobukatsu Tomonari in Detective Conan - Solo nei suoi occhi
- Tetsunosuke Emori in Detective Conan - Il fantasma di Baker Street
- Kiyonaga Matsumoto e Irish in Detective Conan - ...e le stelle stanno a guardare
- Coniglio Pasquale ne La grande caccia all'Uovo di Pasqua
- Guruma in Ken il guerriero - La leggenda del vero salvatore
- Leone codardo in Ritorno a Oz
- Commentatore in Melanzane - Estate andalusa
- Hanson in Nadia - Il mistero della pietra azzurra
- Dott. Feringo e padrone del giaguaro in Vampire Hunter D
- Maestro, padre di Hoy, scimmia, elefante e un giornalista in Doraemon - The Movie: Il Regno delle Nuvole
- Maestro in Doraemon - Il film
- Woonan in One Piece - Per tutto l'oro del mondo[2]
- Padre di Akisu in One Piece - Avventura all'Isola Spirale
- Generale Maji in One Piece - I misteri dell'isola meccanica
- Bismark in One Piece - La spada delle sette stelle
- Muchigoro in One Piece - L'isola segreta del barone Omatsuri
- Nefertari Cobra in One Piece - Un'amicizia oltre i confini del mare
- Hillk e voce narrante in One Piece - Il miracolo dei ciliegi in fiore
- Shiki in One Piece - Avventura sulle isole volanti
- Kizaru in One Piece Film: Z
- Schneider in One Piece 3D - L'inseguimento di Cappello di Paglia
- Molla in Casper e il Natale
- White Jack, Banco, Chaton, Narcy, Saint Camel, Straight e Gild Tesoro (canto) in One Piece Gold - Il film
- Professore in City Hunter: Private Eyes
- Grimes in Seal Team - Squadra speciale foche
- Spinner e Daruma Ujiko in My Hero Academia: Heroes Rising
- Direttore WHA in My Hero Academia: World Heroes' Mission

### Serie televisive
- Carlos Hipólito in Vis a vis - Il prezzo del riscatto
- Giovanni Spagnardi in Squadra antimafia 6 e 7
- Marco Bellavia in Love Me Licia
- Splinter in Tartarughe Ninja: l'avventura continua
- Christian Page in Febbre d'amore
- Marcos Barreto in Garibaldi, l'eroe dei due mondi
- Claudio Baez in Anima persa
- Victor Hugo Vieira in Un amore eterno
- Sid Weinberg e Tommy in Cobra Kai
- Jo Stone-Fewings e Jason Watkins in The Crown
- César Vea in Una vita
- Robert Catrini in The Purge
- Christopher Sciueref in Vikings: Valhalla

### Anime e cartoni animati
- Angelina ballerina (Papà)
- Appleseed (Briareos Hecatoncheiros)
- Beavis and Butt-head (Bradley Buzz)
- Bonjour Marianne (Volpe Azzurra)
- Casper (Molla)
- Detective Conan (1ª voce di Ginzo Nakamori, 1ª voce di Ispettore Yuminaga, 3ª voce di Heizo Hattori, 4ª voce di Goro Otaki, 3ª voce di Yusaku Kudo e altri personaggi minori)
- Demon Slayer - Kimetsu no yaiba (Jigoro Kuwajima)
- Dino Riders (Vedor)
- Dr. Slump[3] - (Kars la zanzara, 2º doppiaggio serie 1980/86)
- Diventeremo famose (Camillo)
- Doraemon (Maestro di Nobita, 1ª voce)
- Dragon Ball (Pilaf, 2ª voce)
- Dragon Ball Z (Butter e Kaiohshin del Sud)
- Dragon Ball GT (Pilaf, Mutte Motte e Frusta (ep. 11-12))
- Kotaro abita da solo (Kaneshiro e Ohba)
- Sonic Underground (Sleet)
- F - Motori in pista (Martin)
- Fate/Apocrypha (Gordes Musik Yggdmillennia)
- Fl-eek Stravaganza (Kutter)
- Flint a spasso nel tempo (Niccolò Polo)
- Gatchaman - Battaglia dei pianeti (Prof. Berlin e Padock)
- I Cavalieri dello zodiaco (Ioria, Lemuri, Niobe)
- I cinque samurai (Lord Cruel)
- I favolosi Tiny (Arnold Pit Bull)
- Il conte di Montecristo (Barone Danglars)
- I Numerotti (Puzzler)
- Nadia - Il mistero della pietra azzurra (Hanson)
- Ivanhoe (Front de Boeuf)
- Biancaneve (Eolo)
- Let's & Go - Sulle ali di un turbo (Marcello)
- Mostruosi marziani - Butt-Ugly Martians (Ronald)
- Nel meraviglioso mondo degli gnomi (Drool)
- Niente paura, c'è Alfred! (Roccodrillo)
- One Piece (Narratore (3^ voce fino all'episodio 718), Kizaru, Montblanc Cricket, Nefertari Cobra, Mr. Nine, Hilik, 2ª voce di Ener e voci aggiuntive)
- Pippo e Menelao (Giuseppe)
- Remy la bambina senza famiglia (Garofali)
- Romeo × Juliet (Tito)
- Scuola di polizia (Proctor)
- Sherlock Holmes - Indagini dal futuro (Prof. James Moriarty)
- Sol Bianca (Helsmann)
- Sword Art Online (Barbossa)
- Tartarughe Ninja alla riscossa (Splinter)
- That Time I Got Reincarnated as a Slime (Ars)
- Una porta socchiusa ai confini del sole (Mokona)
- Yu degli spettri (Dosukoi)
- Yu-Gi-Oh! (Gurimo e Aknamkanon)

### Videogiochi
- Molla in Casper - Friends around the world[4]
- Troncannone in Gormiti: Gli eroi della natura[5]
- Generale Rieekan in LEGO Star Wars: La saga degli Skywalker[6]